# Luigi Taparelli d'Azeglio
Luigi Taparelli d'Azeglio SJ (Turim, 24 de novembro de 1793 – Roma, 20 de setembro de 1862) foi um padre jesuíta e filósofo que se opôs às doutrinas contratualistas. É considerado um precursor da doutrina social da Igreja Católica.

## Família e adesão ao tomismo
Seu nome de batismo foi "Prospero", quarto filho de uma família aristocrática e nacionalista que iria desempenhar um papel de destaque no Risorgimento. Seu pai chamava-se Cesare, era o Marquês de Azeglio no Piemonte, um católico devoto que levou sua família para a Toscana para escapar dos exércitos de Napoleão, além disso publicou o jornal nacionalista "Amico d'Italia" (amigo da Itália). Sua mãe, chamava-se Cristina, era a condessa de Morozzo, irmã de Giuseppe Cardeal Morozzo. Seu irmão mais novo Massimo, escreveu uma série de romances nacionalistas, tornou-se um panfletário nacionalista e mais tarde tornou-se governador do Piemonte. Era primo do Conde Cesare Balbo, que publicou um livro "Delle speranze d'Italia".
Quando jovem, inicialmente estudou os pensadores seculares proeminentes da época, como Condillac, famoso pelo sensualismo, uma variante extremista do empirismo, e também por sua defesa do livre comércio, mas depois se interessou pelos tradicionalistas franceses como Lamennais, Bonald e Joseph de Maistre. Quando o Papa Pio VII restaurou a Companhia de Jesus em 1814, Prospero decidiu tornar-se um jesuíta, adotou o nome de "Luís" em homenagem a São Luís Gonzaga. Em 1820, foi ordenado sacerdote. Em 1822, tornou-se reitor do noviciado em Novara. Em 1824, tornou-se reitor da casa de estudos dos jesuítas em Roma, o "Collegio Romano", que depois seria a Pontifícia Universidade Gregoriana.
Foi um pensador que buscou defender a autoridade papal, inclusive no aspecto temporal, nunca época em que os Papas ainda governavam os Estados Pontifícios. Nessa perspectiva, preocupava-se com a perda da reputação intelectual da Igreja na época. Como reitor do noviciado, incentivou o estudo da escolástica, principalmente das obras de São Tomás de Aquino. No "Collegio Romano", continuou a promover os estudos das obras de Tomás de Aquino. Com seus escritos, tornou-se um dos criadores da neoescolástica e neotomismo. Por muitos anos colaborou com o jornal Civilità Cattolica. Teve influência sobre Gioacchino Pecci, que se tornaria o Papa Leão XIII, que, em 1879, por meio da Encíclica Aeterni Patris fez com que o tomismo se tornasse a filosofia oficial da Igreja Católica Romana.

## Oposição ao contratualismo
Taparelli era contrário ao liberalismo defendido por Locke e Adam Smith. Em 1833, ele foi transferido para Palermo, onde permaneceu por dezesseis anos, durante os quais ele escreveu sua principal obra em cinco volumes: "Saggio teoretico di dritto naturale appoggiato sul fatto". Nessa obra se opõe às concepções contratualistas defendidas por Locke, por entender que é dos fatos históricos que surge o direito a governar, e que a classe dominante teria alcançado tal direito a partir de sua superioridade natural, superioridade decorrente da providência divina.
Deus desejaria que os homens vivessem juntos em sociedades, mas nenhuma sociedade poderia sobreviver sem uma autoridade que estabelecesse a ordem, necessária à harmonia entre os seus integrantes. Por isso, Deus também desejaria a existência de uma autoridade natural que surgiria naturalmente na sociedade humana porque alguns homens seriam naturalmente mais aptos para exercê-la do que outros.

## Teoria da descentralização
Outro aspecto do pensamento de Taparelli é que ele vê a grande sociedade (o Estado), como algo formado por pequenas sociedades (ex.: famílias, as empresas, as autoridades locais), sendo que a base da sociedade não é a grande sociedade, mas as pequenas. O Estado não seria construído de cima para baixo, mas de baixo para cima, ou seja, a partir das pequenas autoridades. Portanto, a grande sociedade estaria em um certo sentido subordinada às pequenas sociedades.
Cada uma destas sociedades menores teria a sua própria finalidade, sua própria autoridade, seus próprios princípios de ação, e seus próprios direitos. Cada sociedade menor deveria preservar a sua própria unidade interna sem ameaçar a unidade do todo; e cada sociedade maior deveria manter a sua unidade sem destruir a unidade das sociedades menores.
É possível que essa compreensão tenha dado origem à doutrina católica do princípio da descentralização, segundo o qual as funções sociais que podem ser exercidas de forma adequada pelas autoridades locais, como a família ou o município, devem ser atribuídas a elas, e não para uma autoridade maior mais remota, como o governo nacional.

## Oposição ao liberalismo econômico e defesa de uma "economia católica"
Taparelli se opôs ao liberalismo econômico defendido por John Locke e Adam Smith, que ele chamava de "Liberdade Tirânica". Ele acreditava que o liberalismo seria um produto da Reforma Protestante, que exaltaria o julgamento privado sobre a autoridade divina da Igreja Católica Romana e, que, desse modo, substituiria a valorização que a Igreja Católica dava à comunidade, para dar ênfase ao interesse do indivíduo isolado.
A consequência do liberalismo econômico seria uma guerra de todos contra todos, na qual todos ofereceriam o mínimo, a fim de obter o máximo.
Em oposição ao liberalismo econômico, propõe uma doutrina econômica católica, a qual se submeteria à revelação divina, e respeitaria a pessoa humana, levando em conta os ideais cristãos de caridade e de autossacrifício.
Nessa perspectiva, os salários não seriam aviltados de modo ilimitado pelas relações de mercado (Lei de ferro dos salários), pois os empregadores deveriam pagar salários suficientes para manter os trabalhadores e suas famílias (defesa do salário mínimo), o que posteriormente seria incorporado à doutrina social da Igreja. Na economia Católica, o maior valor não seria a busca por dinheiro e prazer, mas a conduta digna e honesta (esse pensador procura conciliar uma conduta moral com a atividade econômica). A "Guerra de todos contra todos" proposta por Hobbes, daria lugar à cooperação universal de indivíduos. O desempenho das funções de governo não seria remunerado pelo erário, pois seria um serviço público prestado por amor ao país.
Por outro lado, cabe observar que Taparelli concordava com aspectos essenciais do liberalismo econômico, pois acreditava que a liberdade econômica traria mais riqueza, sendo que em sua perspectiva, o papel da justiça e da caridade não seria o de restringir a liberdade, mas de aperfeiçoá-la. Além disso, Taparelli defendia impostos baixos que não afetassem o acúmulo de capital necessário ao desenvolvimento econômico. A assistência social não seria um dever do governo, mas dos indivíduos mais abastados.
O papel do governo seria trazer a ordem moral e a justiça, para proteger, com ternura, os pobres contra os poderosos e também para proteger os ricos de uma rebelião comunista.

## Repercussão de sua obra
Pode-se dizer que Taparelli é um importante precursor da doutrina social da Igreja Católica. Um de seus alunos foi o jesuíta Matteo Liberatore, que escreveu o primeiro rascunho da Encíclica Rerum Novarum, em 1891, por meio da qual o Papa Leão XIII tratou sobre a condição das classes trabalhadoras. Um dos alunos de Liberatore foi o jesuíta Oswald von Nell-Breuning, que contribuiu para a redação da Encíclica Quadragesimo Anno, de 1931, que foi uma espécie de atualização da Rerum Novarum, publicada pelo Papa Pio XI, que também era admirador das ideias de Taparelli.